# Corriere dei ragazzi
Il Corriere dei ragazzi, poi Corrier Boy, è stata una rivista di fumetti e attualità pubblicata in Italia dal 1972 al 1984, nata come tentativo di rinnovare il Corriere dei Piccoli, storica testata per bambini edita dal Corriere della Sera; ha pubblicato affermati autori di fumetti come Hugo Pratt, Dino Battaglia e Sergio Toppi, fra i migliori disegnatori del periodo, oltre che scrittori come Mino Milani ed esordienti come Bonvi, Silver e Milo Manara.

## Storia editoriale
La rivista nasce come evoluzione del Corriere dei Piccoli, che già dal 1968 aveva iniziato a pubblicare storie e contenuti rivolti a un pubblico di età più matura. Nell'estate del 1969 venne indetto un referendum fra i lettori al fine di decidere se tenere conto anche nel nome della testata della maggiore età dei lettori alla quale le storie e i contenuti erano rivolti. La maggioranza dei partecipanti al referendum scelse per il nuovo nome, per cui, a partire dal 1º gennaio 1972, il "Corrierino" interruppe le pubblicazioni per fare spazio al Corriere dei ragazzi. In realtà era già uscito, nel giugno 1971, un poster gigante dedicato alla Ferrari 312 B, al prezzo di 100 lire, con la dicitura "Corriere dei Ragazzi, anno I- n. 1 trimestrale del Corriere della Sera". La nuova testata fu ideata da Giancarlo Francesconi, già caporedattore al Corriere dei Piccoli, che dopo un anno ne diverrà il direttore al posto di Mario Oriani.
Il Corriere dei Piccoli però non scomparve come testata in quanto alla fine si decise di continuare a pubblicarlo come supplemento allegato al CdR ma in formato ridotto e con contenuti rivolti a lettori più piccoli. Questa formula editoriale venne mantenuta per sedici numeri per poi riprendere come testata autonoma perché il tentativo di rinnovare la storica testata adeguandola a un pubblico più maturo si scontrò con le numerose proteste dei lettori e dei loro genitori, che spinsero l’editore a ritornare sui propri passi continuando a pubblicare entrambe le testate. Si mantenne perciò la vecchia testata per la rivista rivolta ai bambini più piccoli e la seconda, il Corriere dei Ragazzi, per il nuovo settimanale dedicato alla fascia preadolescenziale.
La pubblicazione della nuova testata fu caratterizzata sin dall'inizio da fumetti di qualità, soprattutto di produzione italiana e franco-belga, e da un’impostazione giornalistica propedeutica ad avvicinare i giovani a letture più adulte. Si cercavano sempre nuovi collaboratori tant'è che in redazione si acquistavano tutte le testate di fumetti che c’erano in edicola per scoprire qualche nuovo autore promettente. Il Corriere non nasceva come semplice contenitore di fumetti ma come una rivista vera e propria dedicata a un pubblico giovane nella quale si potessero trattare i più vari argomenti con un linguaggio comprensibile per il target di lettori ai quali si rivolgeva e con l'attenzione a non usare un linguaggio offensivo. Vennero pubblicati i "fumetti della realtà", una serie inperniata su personaggi reali.
Con la serie Mino Milani inviato nel tempo, disegnata da Toppi e Battaglia, venivano raccontati fatti storici con un approccio documentaristico di tipo televisivo. Poi c’erano fumetti sportivi, fumetti ispirati a notizie di attualità , la serie Uomini contro, con storie di fuorilegge spesso impegnative, come quella di Salvatore Giuliano. Mario Uggeri disegnava una grande tavola nello stile delle vecchie copertine della “Domenica del Corriere”, che apriva il settimanale ed era dedicata a qualche fatto importante e spesso controverso. I contenuti venivano mixati con grande attenzione. Fumetti della realtà , serie di fantasia, articoli di attualità , rubriche redazionali venivano equilibrati numero per numero, in modo da creare un giornale con un’anima, che si ponesse in termini dialettici con i lettori, e non fosse un semplice contenitore antologico propinato dall'alto. Nella testata si ritrova un'attenzione di stampo giornalistico per gli avvenimenti di attualità oltre ad approfondimenti di cronaca e di fatti storici. Vennero realizzate, raggiungendo la popolarità, nuove serie e personaggi a fumetti divenuti poi famosi.
Verso la metà degli anni settanta, l'editore entrò in crisi economica, con cambi frequenti di proprietà del Corriere della Sera. Inoltre, nel 1981, ci fu lo scandalo della P2 e alcuni autori come Tiziano Sclavi interruppero la collaborazione. Purtroppo, quando cominciarono i problemi economici, ci furono i primi tagli al budget. Cercando di aumentare le vendite si decise di imitare la formula dell'Intrepido della Casa Editrice Universo che all'epoca vendeva più di mezzo milione di copie settimanali, mentre il Corriere arrivava soltanto a 140.000. Perciò fu licenziato nel marzo 1975 il direttore Francesconi e la direzione passò ad Alfredo Barberis, un giornalista tradizionale che operò delle modifiche di formato eliminando anche il colore, determinando un forte calo delle vendite che si dimezzarono nel giro di un anno, per cui, nell'ottobre del 1976, la direzione passò a Raffaele D'Argenzio, già capo-redattore dell'Intrepido che ribattezzò il giornale CorrierBoy trasformandolo in un’imitazione dei periodici della Casa Editrice Universo.
Nella nuova rivista si ridussero molto i fumetti umoristici in favore di quelli polizieschi e fantascientifici. Nell'ultima incarnazione, dal 28 marzo 1979, la rivista divenne Corrier Boy serie Music e aumentò lo spazio dedicato alle rubriche, soprattutto di argomento musicale, a scapito dei fumetti, per lo più formati da episodi autoconclusivi e realizzati da disegnatori anonimi. Contrariamente alla vocazione iniziale di rivista che aveva occupato una fascia di mercato nella quale non aveva concorrenza, poiché acquistato da "lettori attenti, culturalmente vivaci, destinati a diventare, da adulti, lettori del Corriere della Sera, che quindi avrebbero dovuto essere amorevolmente coltivati..." il nuovo corso della rivista, snaturandone la filosofia, fece perdere il proprio target di lettori e i progressivi cali nelle vendite, anche con i successivi direttori, Luciano Botteri, Luigi Reggi e Alfredo Rossi, ne decretarono la chiusura nel 1984.

## Contenuti

### Serie a fumetti principali
Alcuni tra i principali fumetti italiani presentati sono:
- L’Agente senza nome (di Pier Carpi)
- Altai & Jonson (di Tiziano Sclavi e Giorgio Cavazzano)
- Gli Aristocratici (di Alfredo Castelli e Ferdinando Tacconi)
- L’Astuto Ulisse (di Adriano Carnevali)
- Bobo il magnifico (di Alfredo Castelli)
- Cattivik
- Cip e Zagar (di Jacovitti)
- Cocco Bill (di Jacovitti)
- La Contea di Colbrino (di Adriano Carnevali)
- Corto Maltese (di Hugo Pratt)
- La Donna Eterna (di Guido Buzzelli)
- Dal nostro inviato nel tempo
- I grandi Generali
- I grandi nel giallo
- Il maestro (di Mino Milani)
- Jac Mandolino (di Jacovitti)
- Johnny Focus (di Attilio Micheluzzi)
- Jolly Flipper (di Bonvi)
- La parola alla giuria (scritta da Mino Milani e disegnata da Milo Manara)
- L’Ombra (di Alfredo Castelli)
- Lord Shark
- Lupo Alberto (di Silver)
- Nick Carter (di Bonvi)
- Otto Kruntz (di Alfredo Castelli)
- Omino Bufo (di Alfredo Castelli)
- i Postorici ( di Luciano Bottaro)
- Re di Picche ( di Luciano Bottaro)
- Smith & Wesson (di Andrea Mantelli e Mario Uggeri)
- Sturmtruppen (di Bonvi)
- Uomini Pro e Contro
- Valentina Mela Verde (di Grazia Nidasio)
- Zio Boris (di Alfredo Castelli)
- Zorry Kid (di Jacovitti)

Tra le serie a fumetti straniere pubblicate su questa rivista ci sono:
- Michel Vaillant (di Jean Graton)
- I naufraghi di Arroyoka (di Claude Auclair e  Greg)
- Ric Roland (di André-Paul Duchâteau e  Tibet)
- Squadra Zenith (di Alberto Breccia)

### Rubriche
Fra le rubriche si ricordano "Sottosopra" di Tiziano Sclavi e "Tilt la "rubrica pazza"" di Alfredo Castelli.

### Allegati
Di grande impatto i molti gadget allegati al giornale nel periodo dal 1972 al 1974: le tavole anatomiche in metallo a rilievo, gli stemmi moto in metallo, i soldatini napoleonici in metallo sbalzato, il diario scolastico con le strisce di Lupo Alberto, I giochi di Natale, tra cui una vera Tombola, le cartine geografiche in plastica a rilievo delle regioni d'Italia, gli atlanti tascabili, i disco-quiz, i pesci tropicali, e tanto altro ancora. Tutti oggetti che spesso si ritrovano nei mercatini o su eBay e che alcuni vecchi lettori ancora possiedono.
Nel periodo che va dal 1974 (7/74) al 1975 (20/75) al centro del giornale, per compensare la scomparsa del gadget allegato, è stato inserito un "Albo Avventura" di 16 pagine a colori, con un fumetto completo, come si può constatare sfogliando le annate dal 1974 al 1976 o leggendo la testimonianza di Alfredo Castelli "Storia di un settimanale irripetibile" su internet.
Da ricordare, infine, gli inserti allegati: le schede per le ricerche scolastiche, diversi albi di 48 pagine a fumetti in più (Corriere dei Ragazzi Gulp) e di enigmistica tascabile (Corriere dei Ragazzi Quiz), inserti sportivi (es: Formula uno) e pocket tascabili (es: Motointasca), pubblicizzati negli "strilli" di copertina dei numeri cui erano allegati, per invogliare i lettori all'acquisto.

## Autori
Il gruppo di collaboratori che Francesconi aveva chiamato a sé per realizzare i contenuti della rivista, comprendeva alcuni dei migliori esponenti del mondo del fumetto e dell’illustrazione sia italiana che internazionale.
Fra i disegnatori che hanno esordito sul Corriere dei ragazzi, ci sono autori come Giancarlo Alessandrini e Attilio Micheluzzi che in principio preferiva firmarsi con lo pseudonimo "Artz Igor Bayeff", (che richiamava il nome dell’illustratore russo Boris Artzybasheff) oppure Guido Silvestri, in arte Silver che fu presentato da Bonvi e nel 1974 sul Corriere iniziò a pubblicare il suo “Lupo Alberto”.
Oltre a opere italiane si pubblicavano anche serie franco-belga come Lucky Luke, Ric Hochet ribattezzato “Ric Roland” e Comanche, strisce americane come La tribù terribile cioè Redeye e "Ponytail". C'erano anche autori stranieri che lavoravano direttamente per il Corriere come gli argentini Alberto Breccia e Arturo Del Castillo o francesi come Robert Gigi e Claude Moliterni che realizzarono Agar e il belga Albert Weinberg, autore di Dan Cooper, che per il Corriere realizzò Aquila.

### Principali autori italiani[4]
- Mario Uggeri
- Hugo Pratt
- Sergio Toppi
- Benito Jacovitti
- Aldo Di Gennaro
- Luciano Bottaro
- Ferdinando Tacconi
- Dino Battaglia
- Mino Milani (scrittore e sceneggiatore del quale si può dire che quasi da solo, e sotto gli pseudonimi di E. Ventura e Piero Selva, scrivesse la quasi totalità delle storie e dei romanzi a tutto testo pubblicati nel nuovo periodico)
- Pier Carpi
- Sergio Tuis
- Mario Cubbino
- Grazia Nidasio
- Nadir Quinto
- Alfredo Castelli (che con Milani contribuiva a gran parte dell’intero giornale)
- Giancarlo Alessandrini
- Milo Manara
- Silver (fumettista)
- Attilio Micheluzzi
- Bonvi
- Adriano Carnevali
- Franco Devescovi
- Paolo Ongaro
- Tiziano Sclavi
- Massimo Mattioli
- Daniele Fagarazzi

### Principali autori stranieri[4]
- Albert Weinberg
- Alberto Breccia
- Jean Graton
- René Goscinny
- Morris
- Greg
- Arturo Del Castillo